# کرنیلیس (کارولینای شمالی)
کرنیلیس (به انگلیسی: Cornelius) شهری در ایالت کارولینای شمالی کشور ایالات متحده آمریکا است که جمعیت آن در سرشماری سال ۲۰۱۰ میلادی، ۲۴٬۸۶۶ نفر بوده‌است.